# Claudio Cernigoi-Ursich
Claudio Cernigoi-Ursich, även känd som Klavdij Cernigoi, född 28 februari 1929 i Trieste i Italien, död där 14 juni 1998, var en italiensk-svensk målare och grafiker.
Han var gift med Ingeborg Anna Kumpan. Efter avslutad grundskola studerade han vid en handelsskola i Trieste under tre år men han insåg snart att ett arbete inom det merkantila området inte var något för honom. Han fortsatte därför sina studier vid konstfackskolan i Ljubljana i två år och som privatstipendiat med fem terminer vid Akademie der bildenden Künste Wien därefter följde ett stort antal studieresor till bland annat Belgien, Frankrike, Tyskland, Mallorca och Nederländerna. I mitten av 1950-talet bosatte han sig i Stockholm. Separat ställde han bland annat ut på Lilla ateljén i Stockholm och i Trieste. Han medverkade i Venedig Biennalen 1950 och i samlingsutställningar i Wien, Paris, Monza och  Mallorca. Han var representerad i utställningen Gruppe Stern aus Wien som visades i Rom 1955. Cernigoi-Ursich är representerad med monotypin Bondgård i Triestes stads samling.